# UFC 99
UFC 99: The Comeback（ユーエフシー・ナインティナイン：ザ・カムバック）は、アメリカ合衆国の総合格闘技団体「UFC」の大会の一つ。2009年6月13日、ドイツ・ノルトライン＝ヴェストファーレン州ケルンのランクセス・アレーナで開催された。
大会メインイベントではヴァンダレイ・シウバとリッチ・フランクリンの195ポンドキャッチウェイトバウトが行われたほか、サブタイトル「The Comeback」の通り、ミルコ・クロコップや宇野薫など、長期間UFCに参戦していなかった選手の復帰試合が組まれた。

## 大会概要
UFCはドイツでの初開催であるとともに、ヨーロッパ大陸での初開催であり（イギリス・アイルランドでは開催したことがあった）、ヨーロッパの選手が多数出場した。
ヘビー級のうちの一試合としてケイン・ヴェラスケスとヒース・ヒーリングとの対戦カードが組まれていたが、気管支炎によりヒーリングが欠場し、代わりの選手としてシーク・コンゴが参戦した。
ヴァンダレイ・シウバがおおよそ半年ぶりの試合を見せたほか、2007年9月のUFC 75以来のUFC参戦となったミルコ・クロコップが勝利を飾った。

## 試合結果

### プレリミナリィカード
第1試合 ウェルター級 5分3R
○  ジョン・ハザウェイ vs.  リック・ストーリー ×
3R終了 判定3-0（29-28、29-28、30-27）
第2試合 ヘビー級 5分3R
○  ステファン・ストルーフェ vs.  デニス・ストイニッチ ×
2R 2:37 チョークスリーパー
第3試合 ライト級 5分3R
○  ポール・ケリー vs.  ローランド・デルガド ×
3R終了 判定3-0（29-28、29-28、29-28）
第4試合 ウェルター級 5分3R
○  ポール・テイラー vs.  ペーター・ソボッタ ×
3R終了 判定3-0（30-27、30-27、30-27）
第5試合 ライト級 5分3R
○  デニス・シヴァー vs.  デイル・ハート ×
1R 3:23 チョークスリーパー
第6試合 ライト級 5分3R
○  テリー・エティム vs.  ジャスティン・バックホルツ ×
2R 2:38 アナコンダチョーク

### メインカード
第7試合 ウェルター級 5分3R
○  ダン・ハーディー vs.  マーカス・デイヴィス ×
3R終了 判定2-1（29-28、28-29、29-28）
第8試合 ライト級 5分3R
○  スペンサー・フィッシャー vs.  宇野薫 ×
3R終了 判定3-0（29-28、29-28、29-28）
第9試合 ウェルター級 5分3R
○  マイク・スウィック vs.  ベン・ソーンダース ×
2R 3:47 TKO（レフェリーストップ：スタンドパンチ連打）
第10試合 ヘビー級 5分3R
○  ミルコ・クロコップ vs.  ムスタファ・アルターク ×
1R 3:06 TKO（レフェリーストップ：スタンドパンチ連打）
第11試合 ヘビー級 5分3R
○  ケイン・ヴェラスケス vs.  シーク・コンゴ ×
3R終了 判定3-0（30-27、30-27、30-27）
第12試合 キャッチウェイトバウト（195ポンド） 5分3R
○  リッチ・フランクリン vs.  ヴァンダレイ・シウバ ×
3R終了 判定3-0（30-27、30-27、29-28）

### 各賞
ファイト・オブ・ザ・ナイト： リッチ・フランクリン vs. ヴァンダレイ・シウバ
ノックアウト・オブ・ザ・ナイト： マイク・スウィック
サブミッション・オブ・ザ・ナイト： テリー・エティム
各選手にはボーナスとして60,000ドルが支給された。